# Kovács Sándor Iván
Kovács Sándor Iván (1960-ig: Kovács Sándor) (Esztár, 1937. február 23. – 2019. december 8.) magyar kritikus, irodalomtörténész, egyetemi tanár.

## Életpályája
Szülei: Kovács Sándor és Gencsi Emma voltak. 1955-1960 között a Szegedi Tudományegyetem magyar-olasz szakos hallgatója volt. 1960-1971 között a József Attila Tudományegyetem Irodalomtörténeti Intézetének tanára volt. 1971 óta az ELTE BTK régi magyar irodalomtörténeti tanszékének oktatója, 1986-2007 között egyetemi tanára, 1994-2002 között tanszékvezetője volt. 1971-1977 között a Kortárs főszerkeztő-helyettese, felelős szerkesztője, 1977-1982 között főszerkesztője volt. 1984-1989 között a Zrínyi-dolgozatok szerkesztője volt. 1985-1990 között a Magyar Irodalomtörténeti Társaság főtitkára volt, 1991-2007 között elnöke, 2007 óta tiszteletbeli elnöke. 1985 óta a Zrínyi Könyvtár szerkesztője. 1990 óta az Irodalomismeret felelős szerkesztője, 1993 óta főszerkesztője. 1993 óta a Csak tiszta forrásból szerkesztője. 1995-1998 között a Miskolci Egyetem másodállású egyetemi tanára volt. 1995 óta a Miskolci Egyetem Textológiai Műhelyének Füzeteit szerkeszti. 1996 óta az Első Közlés szerkesztője.
Fő kutatási területe a XVII. századi magyar irodalom, Zrínyi Miklós munkássága.

## Magánélete
1963-ban házasságot kötött Ravusz Teréziával. Három gyermekük született: Felícia (1968), Elektra (1969) és Ádám (1974).

## Művei
- Martona Csombora podroż po Polsce (kiadta Jan Slaskival, 1961)
- Bornemisza Péter: Énekek három rendbe (1964)
- Emlékkönyv Tömörkény István születésének centenáriumára; szerk. Kovács Sándor Iván, Péter László, bev. Ortutay Gyula, bibliogr. Reguli Ernő; Városi Tanács–Csongrád Megyei Tanács, Szeged, 1966
- Szepsi Csombor Márton összes művei (kiadta Kulcsár Péterrel, 1968)
- Váci Mihály (kismonográfia, 1972)
- Pannóniából Európába. Tanulmányok a régi magyar irodalomról; Gondolat, Bp., 1975
- Weöres Sándor: Három veréb hat szemmel (szerkesztette Bata Imrével, 1977)
- Jelenlévő múlt. Tanulmányok, esszék, kritikák; Szépirodalmi, Bp., 1978
- Szepsi Csombor Márton: Europica varietas (kiadta Kulcsár Péterrel és Weöres Sándorral, 1979)
- Zrínyi-tanulmányok (tanulmányok, 1979)
- Adriai tengernek Syrenaia... (1980)
- Szakácsmesterségnek könyvecskéje (kiadta Király Erzsébettel, 1981)
- "Mint Hektór Trójának...". Zrínyi epigrammái (1982)
- "Adria tengernek fönnforgó habjai". Tanulmányok Zrínyi és Itália kapcsolatáról (Király Erzsébettel, tanulmány, 1983)
- Egy magyar tipográfus, Szántó Tibor (1984)
- A lírikus Zrínyi (tanulmány, 1985)
- Zrínyi Miklós prózai művei (1985)
- Prodromus. Tanulmányok a régi és az újabb magyar irodalomról; szerk. Kovács Sándor Iván; ELTE Régi Magyar Irodalomtörténeti Tanszék–MTA Irodalomtudományi Intézet., Bp., 1985
- Janus Pannonius búcsúverse huszonkilenc magyar fordításban (szerkesztette, 1987)
- Angol életrajz Zrínyi Miklósról (1987)
- Szakácsmesterségnek és utazásnak könyvecskéi. Két tanulmány (tanulmányok, 1988)
- Zrínyi Miklós: Szigeti veszedelem (kiadta Bíró Péterrel, 1988, 1995)
- Koboz és virginál. Három tanulmány (tanulmányok, 1990)
- 15-18. századi utazási irodalom (kiadta Monok Istvánnal, 1991)
- Kovács Sándor Iván–Praznovszky Mihály: Két költő egy szekéren. Arany János és Madách Imre nógrádi találkozása. Függelékül az Arany-Madách levelezéssel; előszó Keresztury Dezső; Mikszáth, Salgótarján, 1991 (A Magyar Irodalomtörténeti Társaság kiskönyvtára)
- A Bibliotheca Zriniana története és állománya - History and Stock of the Bibliotheca Zriniana (társszerző, összeállította Klaniczay Tiborral, Hausner Gáborral, Monok Istvánnal és Orlovszky Gézával, 1992)
- Arany János: Toldi (1992)
- A "Syrena" és a szobor (1993)
- Arany János: "Tisztelt Írótárs!" (szerkesztette, 1993)
- Keresztury Dezső: Nehéz méltóság (utószó, 1993)
- Ferenchegyi esték (cikkek, esszék, bírálatok, 1994)
- Fejér György: Versek (bevezető, 1994)
- Bessenyei Anna versei (1995)
- "Eleink tündöklősége". Tanulmányok, esszék; Balassi, Bp., 1996
- Vágy és emlékezet. Kalauzolás felföldi írókhoz és "Kárpát szent bércére" (tanulmány, 1996)
- Hét évszázad magyar költői (Lakatos Istvánnal, Németh G. Bélával, 1996)
- "Majd ha megfutottam útjaimat". Szabó Magda köszöntése (szerkesztette, 1997)
- Szöveggyűjtemény a régi magyar irodalomból I.-II. (1998–2000)
- Mesterkedők. Antológia; Bessenyei Anna et al. műveiből, Arany János et al. versei, tanulmányai hozzáadásával; szerk., bev., utószó Kovács Sándor Iván, jegyz., vál. Kerner Anna, sajtó alá rend. Csillag István; Korona, Bp., 1999
- Szenczi Molnár redivivus. Filológiai esszék; Ister, Bp., 2000
- Zrínyi Miklós összes művei (Kulcsár Péterrel és Hausner Gáborral, 2003)
- Az író Zrínyi Miklós (2006)
- Három veréb hat szemmel. Antológia a magyar költészet rejtett értékeiből és furcsaságaiból, 1-2.; 3. bőv. kiad.; összeáll., sajtó alá rend., jegyz., tan. Weöres Sándor, bev., forrásjegyzék Kovács Sándor Iván, utószó Bata Imre; Helikon, Bp., 2010

## Díjai, kitüntetései
- József Attila-díj (1973)
- Az irodalomtudományok kandidátusa (1978)
- Az irodalomtudományok doktora (1984)
- Déry Tibor-díj (1992)
- Széchenyi professzor ösztöndíj (1999-2002)
- Toldy Ferenc-díj (2007)[2]